# Hermanninranta
Hermanninranta (suédois : Hermanstadsstranden) est une section du quartier Hermanni d'Helsinki en Finlande.

## Description
La section Hermanninranta à une superficie est de 0,68 km2et n'a pas d'habitant.